# España otra vez
España otra vez es una película dirigida por Jaime Camino. Participó en el Festival de Cannes 1969.

## Argumento
El famoso neurocirujano estadounidense David Foster llega a Barcelona con su esposa para asistir a un congreso internacional de medicina, pero también para recordar cómo treinta años antes, durante la guerra civil española, se desempeñó como médico de las Brigadas Internacionales. David aprovecha el viaje para buscar a María, una enfermera que fue su novia, sin embargo sólo localiza a su hija, que también se llama María y se dedica al baile flamenco. Entre ella y el estadounidense nace una apasionada atracción, boicoteada por el profesor de baile de la chica.

## Reparto
- Manuela Vargas - María
- Mark Stevens - Dr. David Foster
- Marianne Koch - Kathy Foster
- Enrique Giménez 'El Cojo' - Maestro Miguel (como Enrique 'el cojo')
- Luis Serret - Manuel Oliver
- Luis Ciges - Padre Jacinto
- Joaquín Pujol - Hijo de Manuel
- Alberto Berco - Dr. Gavotty
- Alberto Puig - Dr. Tomás
- Flor de Bethania Abreu - Teresa
- Manuel Muñiz - Hombre Extraño